# Le Locataire diabolique
Le Locataire diabolique er en fransk stumfilm fra 1909 af Georges Méliès.

## Medvirkende
- Georges Méliès
- André Méliès
- François Lallement
- Charles Claudel
- Octavie Huvier